# كأس ملك إسبانيا 1970–71
كأس ملك إسبانيا 1970–71 (بالإسبانية: Copa del Generalísimo de fútbol 1970-71)‏ هو موسم من كأس ملك إسبانيا. أقيم بتاريخ 1971، وفاز فيه نادي برشلونة.